# Tipula nordenskjoldi
Tipula nordenskjoldi är en tvåvingeart som beskrevs av Alexander 1920. Tipula nordenskjoldi ingår i släktet Tipula och familjen storharkrankar. Inga underarter finns listade i Catalogue of Life.